# 경기대명고등학교
경기대명고등학교(京畿大明高等學校)는 대한민국 경기도 수원시 권선구 당수동에 위치한 대안교육 특성화고등학교이다.

## 학교 연혁
- 2002년 1월 14일 : 경기대명고등학교 설립 인가
- 2002년 3월 1일 : 경기도교육청 자율학교 지정
- 2002년 3월 14일 : 초대 도재헌 교장 취임
- 2002년 3월 25일 : 제1회 입학식(입학생 17명)
- 2010년 3월 1일 : 경기대명고 부설 대안교육 장기위탁과정(경기 한울학교) 개설
- 2015년 3월 1일 : 경기도교육청 자율학교 지정(2015. 03. 01. ~ 2020. 02. 29.)
- 2023년 3월 1일 : 제10대 박찬웅 교장 취임
- 2024년 1월 8일 : 제20회 졸업식 19명(졸업생 총원 576명)
- 2024년 3월 4일 : 제23회 입학식(20명)
- 2025년 3월 4일 : 제24회 입학식

## 학교 특징 및 생활
- 2025년 기준, 경기대명고등학교는 1학년에 2개 반, 2학년에 2개 반, 3학년에 3개 반으로 구성되어 있다.
- 교복 착용 의무가 없기 때문에, 학생들은 일상복이나 간편한 복장으로 자유롭게 등교할 수 있다.
- 현장체험학습은 1학년 1학기에 순천, 2학기에 속초로, 2학년 1학기에 경주, 2학기에 제주도로 3박 4일간 현장체험학습을 실시하며, 3학년은 별도로 진행하지 않는다.
- 스마트폰 제출과 관련한 별도의 규정이나 단속이 없으며, 학생들은 자유롭게 휴대 및 소지를 허용받는다.
- 학교 운동장 크기가 매우 작아서 학생들이 운동장을 거의 사용하지 않는다.

- 특이하게 학교에 당구장과 노래방이 설치되어 있으며, 수업 중 교사 허가 하에 이용 가능하다.

- 학교차원에서 등교 시간에 아침머꼬라는 프로그램을 시행하여, 아침 식사를 하지 못한 학생들에게 아침 식사를 지원한다.
- 기존 농구장을 철거하고 체육관을 신축 중이며, 2025년 11월 중순 완공될 예정이다.
- 학교 규정상 학생들의 연애를 지양하며, 과도한 애정 행각은 징계 사유로 선도 처리될 수 있다.
- 경기대명고 주변 상권은 매우 열악한 편이다. 학교 주변은 대부분 논과 밭으로 이루어져 있으며, 정문을 나서서 조금만 걸어가면 시내 중심에 편의점과 카페가 위치해 있다.
- 학급당 인원 수가 15명 이하로, 학습 공간이 여유롭고 쾌적하다.
- 2025년 5월, 교실 내 모든 의자와 책상을 신형으로 교체하였다.
- 학교 내에 연못이 있으며, 연못 주변에는 벤치가 설치되어 있어서 선생님들과 학생들의 휴식 공간으로 활용된다.
- 학교 뒤에 산이 있어서 가끔 다양한 곤충들이 학교 안으로 들어오기도 한다. 특히 여름철에는 말벌이나 쌍쌍벌이 복도 안으로 날아 들어오는 경우도 종종 있다.
- 다른 고등학교에 비해 학교 규모가 작고, 인원수도 적어서 소문이 매우 빠르게 퍼지는 편이다.

- 경기대명고등학교 - 공식 웹사이트